# Circo romano di Arles
Il circo romano di Arles fu un'antica struttura costruita al tempo dell'Imperatore romano Antonino Pio nel 149 d.C.

## Storia
Il circo venne edificato nel 149 e rappresentò un importante ampliamento urbanistico della città, iniziato in epoca Flavia con il vicino anfiteatro. La struttura fu costruita, a causa della natura instabile del terreno paludoso, sopra un "letto" di ben 30.000 pali di legno di 2,50-3 metri di lunghezza ciascuno. Il circo fu rinnovato alla fine del IV secolo, forse in concomitanza con la visita dell'imperatore Costanzo II nel 353, oppure il trasferimento della Prefettura delle Gallie da Augusta Treverorum ad Arelate nel 407 (quando vi si trasferì per un paio d'anni l'imperatore Costantino III), con la conseguente e forte crescita della popolazione della città.
Sembra che fosse ancora attivo nel VI secolo, come sembra testimoniare il fatto che San Cesario, vescovo di Arles, menzionava questo monumento nei suoi sermoni, condannandone gli spettacoli pagani. Il circo sembra, quindi, che fosse ancora attivo nel 536 quando il re dei Franchi venne a stabilirsi in Provenza e nel 541 ci furono in suo onore delle corse di carri. Nei decenni successivi sembra sia stato abbandonato ed utilizzato come cava per costruire con le sue pietre le mura della città e forse far fronte alla terribile alluvione del 580.

## Descrizione

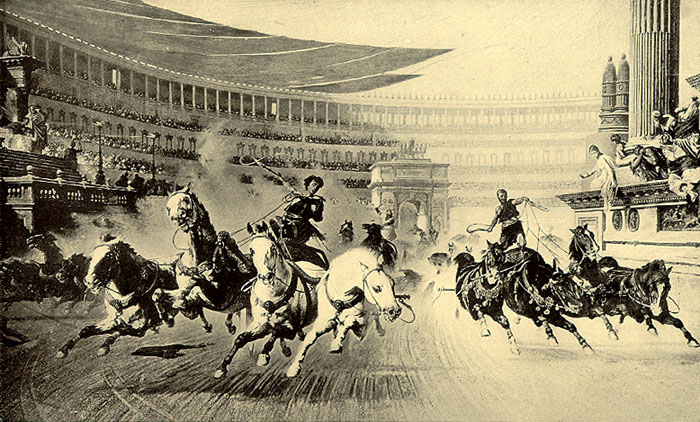
Veduta artistica di uno spettacolo circense in un circo dell'antica Roma.

Il circus era posizionato a 500 metri a sud delle mura dell'antica città di Arelate, parallelo al vicino corso del fiume Rodano. L'arena misurava non meno di 400 metri di lunghezza (probabilmente attorno ai 450 metri), mentre l'impianto era largo 100,5 metri, tra arena e gradinate. La capienza complessiva dell'intera struttura sembra potesse ospitare circa 20.000 spettatori lungo le sue gradinate.

## Archeologia dell'antico circo
Per oltre un millennio il sito dell'antico circo fu dimenticato. Nel tardo medioevo (dal 1389), l'obelisco lungo l'antica "spina" centrale fu indicato come una curiosità senza che si conoscesse la sua origine esatta. I resti del circo furono quindi scoperti solo nel XVII (a partire dal 1676) e XIX secolo (dal 1909-1912), prima di essere indagati archeologicamente più in profondità nel XX secolo. La datazione della maggior parte delle costruzioni risalirebbe alla metà del II secolo. L'edificio subì importanti cambiamenti già a partire dal IV secolo. Gli scavi hanno dimostrato che la "spina" centrale era stata parzialmente distrutta e poi restaurata, con una copertura di marmo ed un nuovo obelisco.